# Радиоастрофизическая обсерватория «Бадары»
Радиоастрофизическая обсерватория «Бадары» — радиоастрофизическая обсерватория, расположенная в Тункинском районе, Бурятии (Россия).
Находится в урочище Бадары. Введена в опытную эксплуатацию в 1984 году. Является обсерваторией Института Солнечно-Земной физики Сибирского отделения Российской академии наук. Основной инструмент обсерватории — Сибирский солнечный радиотелескоп.
В 1,5 км на северо-востоке расположена Радиоастрономическая обсерватория «Бадары».

## Руководители обсерватории
1. 1995-2010: — Агалаков Борис Викторович[1].
2. 2010-????: Шипулин Пётр Михайлович[2].
3. ????-н.в.(2012): Черемных Алексей Владимирович[3].

## Инструменты обсерватории
- Сибирский солнечный радиотелескоп
- Сибирский радиогелиограф

## Направления исследований
- наблюдения солнечной активности в микроволновом диапазоне (5,7 ГГц)

## Интересные факты
- Сибирский солнечный радиотелескоп позволяет наблюдать Солнце даже в облачную погоду с разрешением пространственным в 21" и временным в 2 минуты[4].